# Jozef Jurica
Jozef Jurica (* 25. září 1931) byl slovenský a československý politik a bezpartijní poslanec Sněmovny národů Federálního shromáždění za normalizace.

## Biografie
K roku 1976 se profesně uvádí jako automobilový elektromontér. Ve volbách roku 1976 zasedl do slovenské části Sněmovny národů (volební obvod č. 82 - Stupava, Západoslovenský kraj). Ve Federálním shromáždění setrval do konce funkčního období, tedy do voleb roku 1981.